# Bommelerwaard
De Bommelerwaard is een streek in het zuidwesten van de Nederlandse provincie Gelderland, gelegen tussen de rivieren de Waal in het noorden, de Maas in het oosten en zuiden, en de Afgedamde Maas in het westen. Sinds 1 januari 1999 is de Bommelerwaard verdeeld over de twee gemeenten Zaltbommel en Maasdriel. De streek is 147,6 km² groot en had op 1 januari 2022 55.471 inwoners.

## Geografie
De Bommelerwaard is een riviereiland, dat wordt omringd door de Waal, de Maas en de Afgedamde Maas. Doorgaans wordt het Kanaal van St. Andries als oostgrens beschouwd. De omtrek van de Bommelerwaard is via het water 66 kilometer. De Bommelerwaard is een waard vernoemd naar Bommel, de lokale naam voor Zaltbommel.
Naar het zuiden ligt de provincie Noord-Brabant, met de Brabantse hoofdstad 's-Hertogenbosch direct aan de overzijde van de Maas. Naar het noordoosten bevindt zich het Land van Maas en Waal, naar het westen het Land van Heusden en Altena (Noord-Brabant) en naar het noorden de Tielerwaard.
De woonkernen in de Bommelerwaard zijn:
- aan de Waal, van west naar oost: Brakel, Zuilichem, Nieuwaal, Gameren, Zaltbommel, Hurwenen en Rossum;
- aan de Maas, van oost naar west: Alem, Kerkdriel, Hoenzadriel, Hedel, Ammerzoden en Well;
- aan de Afgedamde Maas, van zuidoost naar noordwest: Wellseind, Nederhemert-Noord, Aalst en Poederoijen;
- in het binnenland: Bruchem, Kerkwijk, Delwijnen (op de stroomrug van de voor 1200 verzande Alm) en Velddriel;
- op het eiland van Nederhemert: Nederhemert-Zuid en Bern.

Ook Heerewaarden in de gemeente Maasdriel wordt tot de Bommelerwaard gerekend indien men het Driedijkenpunt als oostgrens ziet, maar valt daarbuiten wanneer het Kanaal van St. Andries als oostgrens wordt genomen.

## Geschiedenis

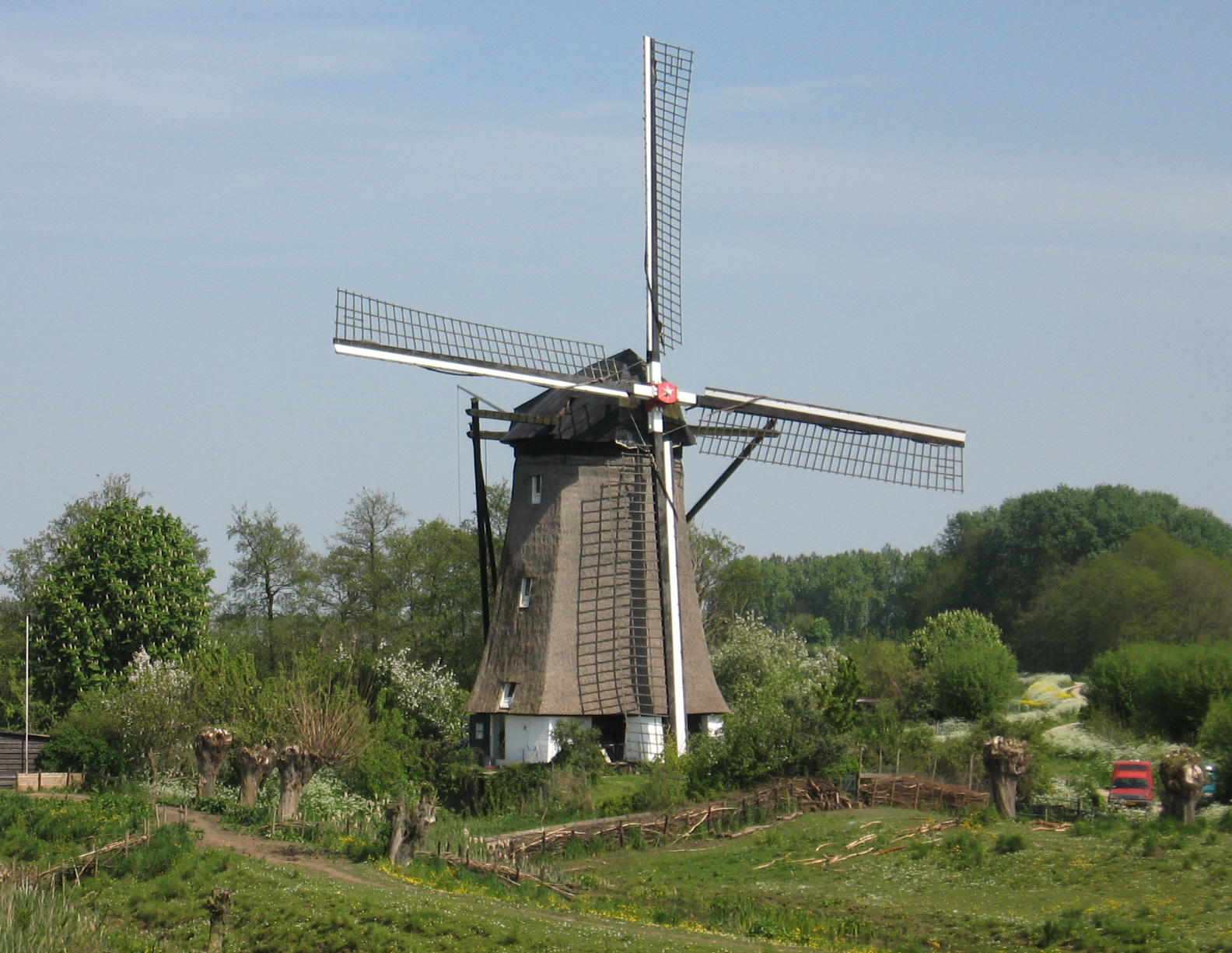
Poldermolen van Zuilichem

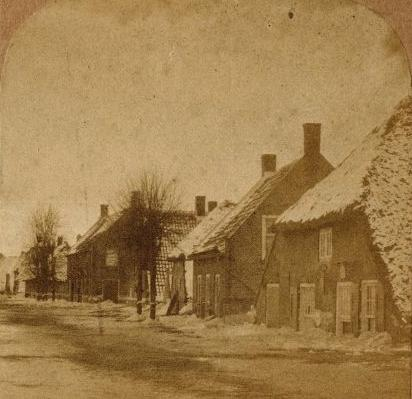
Ammerzodense huizen tijdens de Watersnoodramp van 1861

### Water
Water en rivieren zijn heel belangrijk in de geschiedenis van de Bommelerwaard. Hoewel het gebied geheel omgeven is door water en klein genoeg is om zich als een eiland te gedragen, is de Bommelerwaard nooit een echte eenheid geweest. Hiervoor zijn vier belangrijke redenen: een grote juridische en bestuurlijke versnippering in een kader dat groter is dan de Bommelerwaard, de functie van de rivieren als transportroute ten opzichte van de lange tijd moeilijk begaanbare komgronden, landgoederen aan beide zijden van de rivieren die tot dezelfde eigenaar behoorden en de neiging van de dorpen om zelf hun waterkering te regelen (en daarbij hun buurdorpen met wateroverlast op te zadelen).
De rivieren die nu de Bommelerwaard begrenzen hebben niet altijd op dezelfde plaats gelegen. De Maas aan de oost- en zuidzijde van de Bommelerwaard is sinds pakweg het begin van de derde eeuw actief, en de Waal aan de noordkant van de Bommelerwaard sinds pakweg de vierde eeuw. Voor die tijd werden andere rivierbeddingen gebruikt die dwars door het huidige gebied van de Bommelerwaard konden lopen. Tijdens de twaalfde eeuw maakte de Maas nabij Woudrichem verbinding met de Waal. Men begon rond die tijd rivierdijken te bouwen, eerst in het oosten (bovenstrooms) en later ook in het westen (benedenstrooms). Rond het begin van de 14e eeuw was de dijkring gereed, zoals blijkt uit de dijkrechten die graaf Reinald II van Gelre op 8 december 1327 aan de Bommelerwaard (boven de Meidijk) schonk. Naast de rivierdijken werd ook de Meidijk aangelegd, een binnendijk die in het westelijke deel van de Bommelerwaard tussen de Waaldijk en de Maasdijk lag en daarmee het laagste westelijke deel van de Bommelerwaard scheidde van het hogere oostelijke deel.
Dijken houden niet alleen rivierwater buiten, maar ook regenwater binnen, dus waren ook weteringen nodig om overtollig water af te kunnen voeren naar de Maas. Op 21 augustus 1320 gaf Reinald toestemming om de Drielse wetering aan te leggen, en op 5 juni 1321 voor de Bommelse Wetering.
De mens heeft sindsdien de loop van de rivieren nog veranderd door bochten (meanders) af te snijden, zoals (in de Maas) bij Heusden rond 1460, Hedikhuizen rond 1475, Veen rond 1500, en Alem rond 1935, en (in de Waal) bij Hurwenen rond 1639 (waarbij de Kil van Hurwenen ontstond, nu een natuurgebied), Waardenburg 1655, en Tuil 1680. Hierbij zijn stukken land in de Bommelerwaard komen te liggen (zoals Bern en Alem), of juist erbuiten (Gelderse Waarden). In 1958 vond in dit kader een aantal grenscorrecties tussen Gelderland en Noord-Brabant plaats.
Er waren nog regelmatig overstromingen na dijkdoorbraken. In ten minste de volgende jaren braken een of meer dijken van de Bommelerwaard door: 1595, 1634 (bij Well en Poederoijen), 1651, 1658 (het Dronkaardswiel bij Hedel), 1662 (Zaltbommel, Kluit, Nieuwaal), 1666 (Nieuwaal en Zuilichem), 1674 (Zaltbommel), 1697 (de Brakelse dwarsdijk en de Meidijk), 1709 (Zuilichem en Nieuwaal), 1757 (het Nieuwe Wiel bij Hedel), 1764 (Hurwenen), 1781 (Brakel), 1799 (Zuilichem en de Meidijk), 1809 (Brakel en de Meidijk), ten westen van de Meidijk (in 1820, 1833, 1849, 1850, en 1855), en in 1861 (Nieuwaal, Zuilichem, Brakel, Poederoijen).
In 1850 stelden inspecteurs van de waterstaat Ferrand en Van der Kun voor om de waterhuishouding te verbeteren door de Waal en de Maas van elkaar te scheiden. Daartoe werd in 1856 de verbinding tussen de Waal en de Maas aan de noordoostkant van de Bommelerwaard gedicht door het Kanaal van Sint-Andries met een sluis erin aan te leggen, en werd in 1904 het stuk van de Maas tussen Heusden en Woudrichem afgedamd (dit heet sindsdien de Afgedamde Maas) en werd de Bergsche Maas gegraven van Heusden naar de Amer.
Begin 1995 dreigde er een overstroming, waarna besloten werd tot de evacuatie van alle bewoners. De dijken hielden het maar net, de dreigende calamiteit was in de jaren er naar aanleiding voor grootscheepse maatregelen in het kader van het project Ruimte voor de rivier. 

### Oorlog

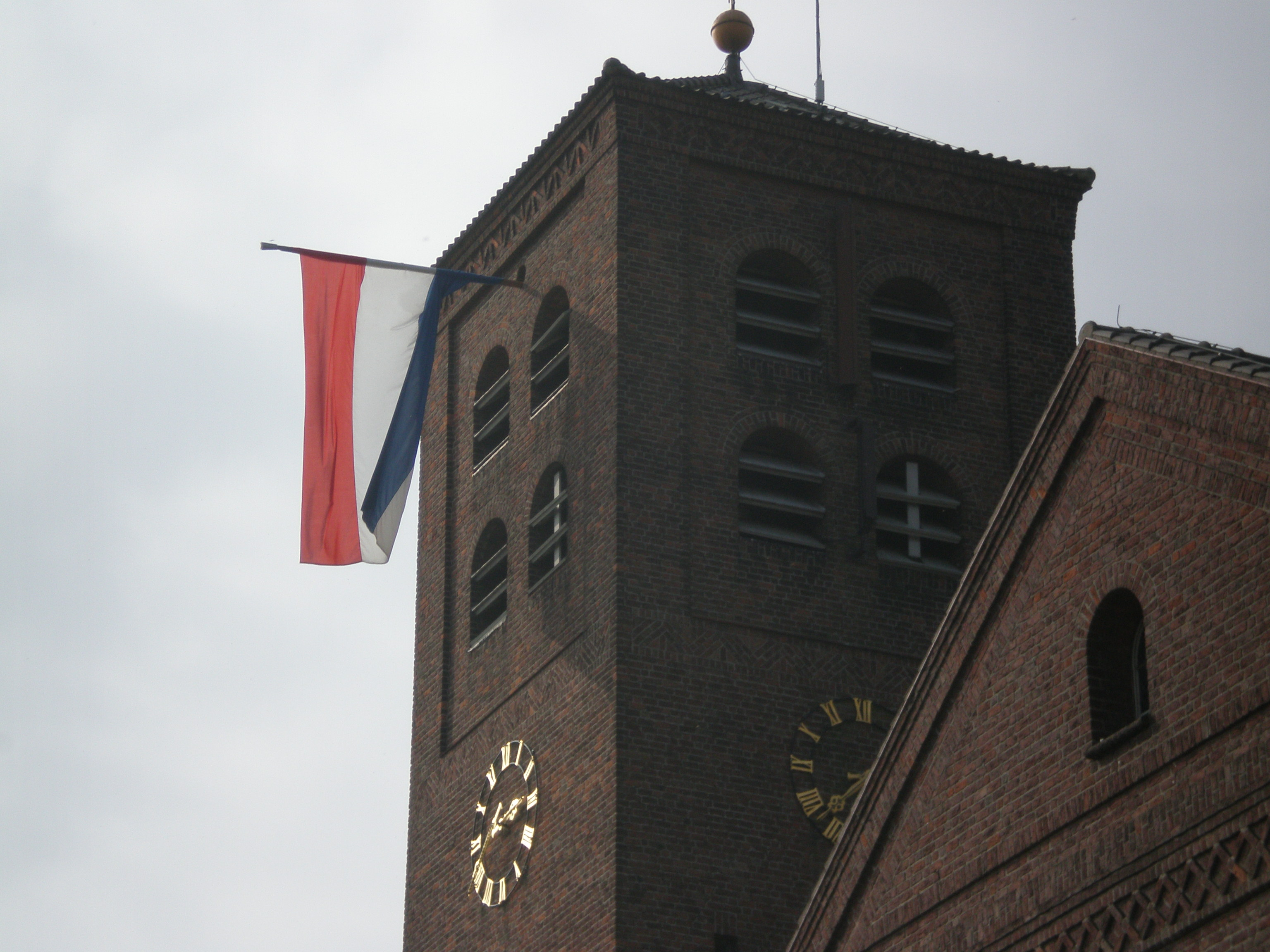
Ammerzodense Rooms-katholieke kerk uit 1953

De Bommelerwaard is op verschillende momenten in de geschiedenis het toneel geweest van oorlogshandelingen. In de hoge en late middeleeuwen streden Brabant, Gelre, Holland en in mindere mate Utrecht met elkaar en met lokale machthebbers. Uiteindelijk werd het gebied Gelders, met uitzondering van het strategisch gelegen Slot Loevestein dat tot 1811 Hollands zou blijven. In de Tachtigjarige Oorlog werd Zaltbommel twee keer belegerd, in 1574 en 1599. Bij het Beleg van 's-Hertogenbosch in 1629 werden er in de Bommelerwaard soldaten gelegerd. In het Rampjaar trokken Franse soldaten door de streek en richtten er vernielingen aan. Zo werd Hedel grotendeels vernietigd.
Tijdens de Tweede Wereldoorlog werd er in de Bommelerwaard hevig gevochten. In 1940 landden er Duitse parachutisten. In de winter van 1944-1945 vormde de Maas de frontlijn, met de Duitsers aan Bommelerwaardse zijde. De bevolking werd grotendeels geëvacueerd. Dankzij hevige beschietingen bleven er weinig gebouwen in de dorpen langs de Maas overeind. Hoge gebouwen, vooral kerktorens, werden door de Duitsers opgeblazen, omdat de Geallieerden ze als oriëntatiepunt gebruikten bij het beschieten van het gebied. De dorpen in de frontlinie bouwden na de oorlog nieuwe kerken, veelal in een zakelijke stijl. De Grote of Sint-Maartenskerk in Zaltbommel is overigens een uitzondering. Dit bouwwerk is door zowel de bezetters als de bevrijders gespaard.

### Stroomstoring
Op 12 december 2007 kwam de Bommelerwaard in het nieuws doordat een Apache-helikopter van de Koninklijke Luchtmacht een stroomstoring in het gebied veroorzaakte die ruim twee dagen duurde.

## Bestuurlijke indeling

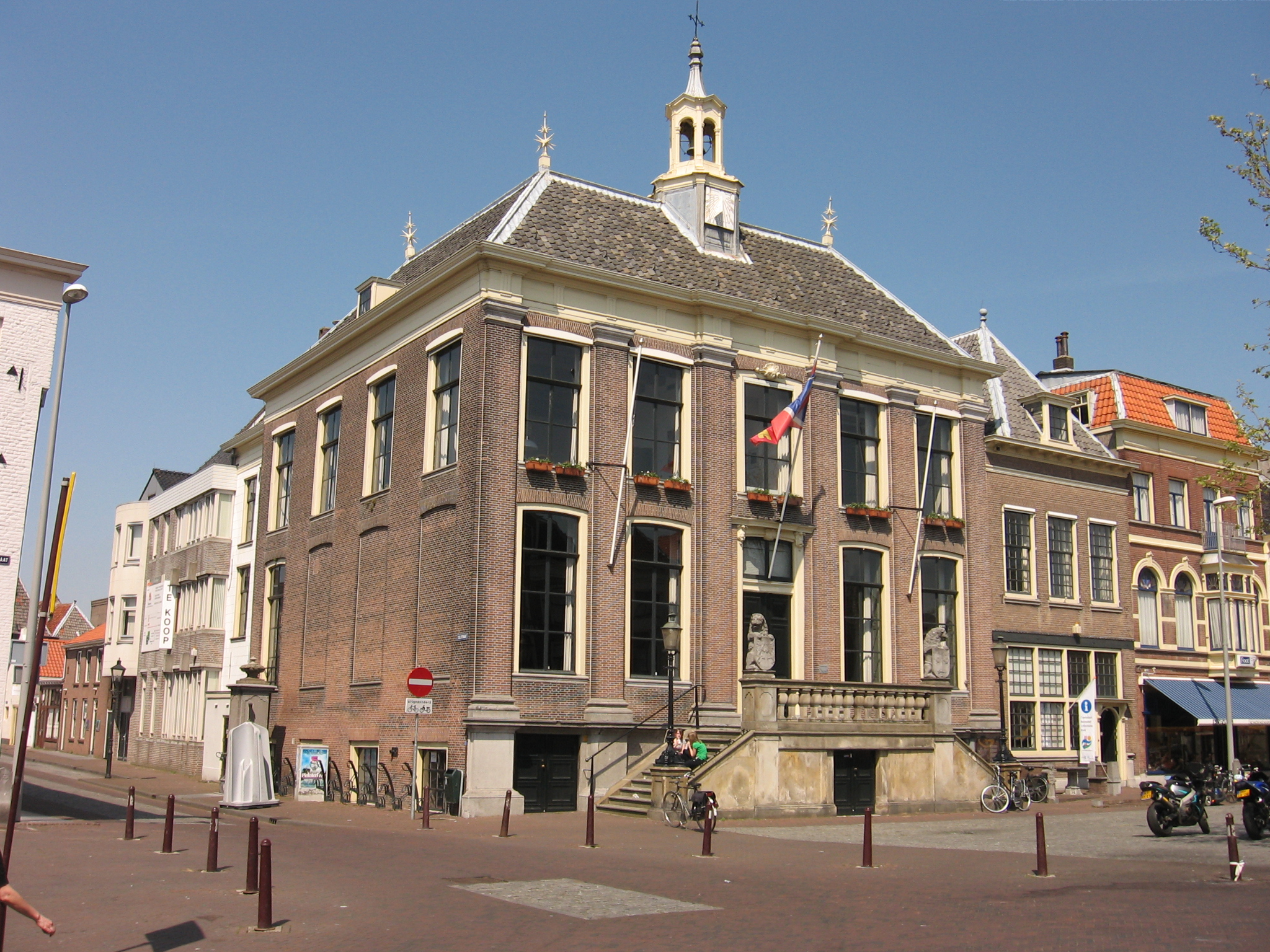
Stadhuis van Zaltbommel

De Bommelerwaard valt al sinds de 14e eeuw geheel onder Gelders gezag, in de Gelrese tijd onder het Kwartier van Nijmegen. De enige uitzondering was, zoals hierboven besproken, Slot Loevestein, dat tot 1811 Hollands was.
Tussen 1799 en 1801 was er een gemeente Bommelerwaard, waar de hele Bommelerwaard onder viel, met uitzondering van Zaltbommel.
De Bommelerwaard was sinds 1821 verdeeld in dertien gemeenten, te weten Ammerzoden, Brakel, Driel (sinds 1944 Maasdriel), Gameren, Hedel, Heerewaarden, Hurwenen, Kerkwijk, Nederhemert, Poederoijen, Rossum, Zaltbommel en Zuilichem. Per 1 juli 1955 werden Gameren en Nederhemert bij Kerkwijk gevoegd, Hurwenen bij Rossum, en Poederoijen en Zuilichem bij Brakel, zodat er nog acht gemeenten waren. Per 1 januari 1958 werd de provinciegrens met Noord-Brabant weer in het midden van de door de Maasverbeteringswerken gekanaliseerde Maas gelegd. Het voorheen Noord-Brabantse Alem werd bij de gemeente Maasdriel gevoegd. Per 1 januari 1999 werden Brakel en Kerkwijk bij Zaltbommel gevoegd, en Ammerzoden, Hedel, Heerewaarden en Rossum bij Maasdriel. Sindsdien is de Bommelerwaard over twee gemeenten verdeeld.

## Verkeer en vervoer

### Trein
De spoorlijn tussen Utrecht en Boxtel (Staatslijn H) gaat door de Bommelerwaard. De spoorbrug over de Waal bij Zaltbommel (de Dr. W. Hupkesbrug) werd in 1869 in gebruik genomen en de Hedelse spoorbrug in 1870. Station Zaltbommel is het enige treinstation in de Bommelerwaard. Tussen 1869 en 1950 stopten er ook treinen op station Hedel.

### Wegverkeer

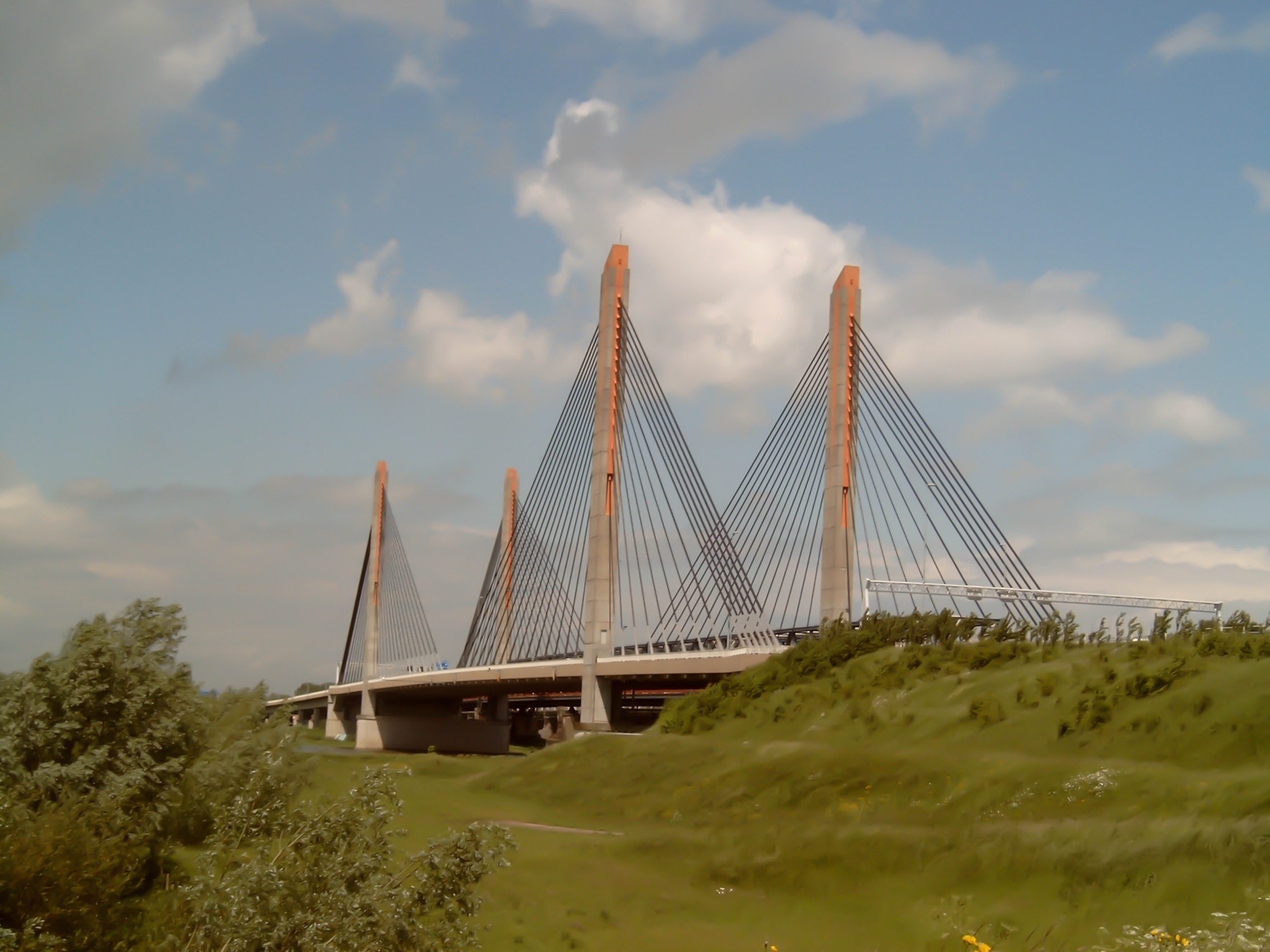
Martinus Nijhoffbrug, Zaltbommel

De Bommelerwaard heeft verschillende noord-zuidroutes voor autoverkeer, die veelal pas in de tweede helft van de 20e eeuw zijn aangelegd. Voorheen ging het meeste verkeer over de dijken. Een belangrijke uitzondering is de noord-zuidroute tussen Zaltbommel en Hedel, die Utrecht en 's-Hertogenbosch verbindt. In 1933 werd de Bommelse Brug over de Waal tussen Zaltbommel en Waardenburg geopend. In 1937 volgde de Hedelse brug, waarmee de noord-zuidverbinding via de Bommelerwaard gereed was. De capaciteit van deze verbinding werd op den duur te klein. In de jaren zeventig werd er voor de A2 een tweede brug over de Maas aangelegd, de Maasbrug bij Empel. In 1996 werd de oude verkeersbrug over de Waal vervangen door de Martinus Nijhoffbrug, vernoemd naar de schrijver. Pas in de zomer van 2007 werd de oude verkeersbrug definitief gesloopt.
De andere noord-zuidroutes in de Bommelerwaard geven geen toegang tot gebieden aan de overzijde van de Maas of Waal, afgezien van enkele veerponten. Doorgaande noord-zuidroutes lopen tussen Wellseind en Zuilichem (Maas-Waalweg), tussen Well/Ammerzoden en Gameren (N832/Uilecotenweg) en tussen Hedel en Zaltbommel via Bruchem. De Oude Rijksweg staat via de brug bij Hedel wél in verbinding met de zuidzijde van de Maas; deze verbindt de A2 (afslag Hedel/Ammerzoden) met 's-Hertogenbosch. Het doorgaande oost-westverkeer aan de noordzijde van de Bommelerwaard gaat via de N322 (Ewijk-Nieuwendijk) en aan de zuidzijde via de N831 (N322 bij Alem - Wijk en Aalburg).

## Bezienswaardigheden

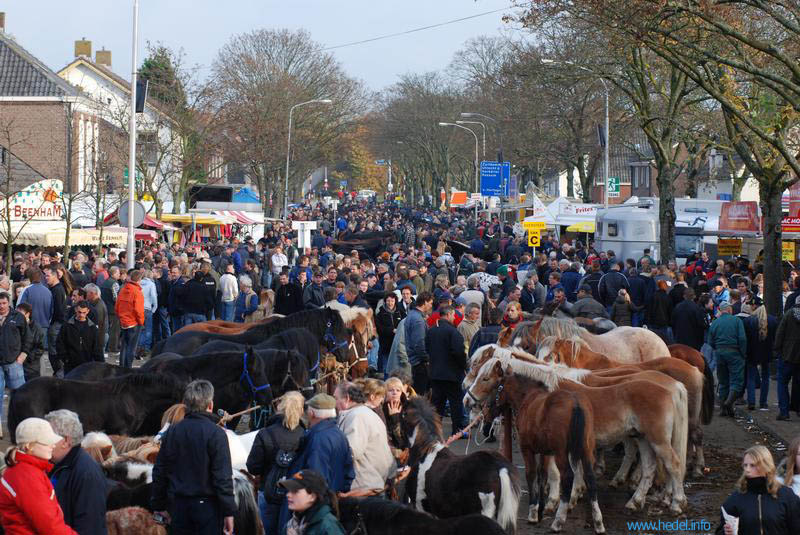
Paardenmarkt van Hedel

Er staan verschillende kastelen in de Bommelerwaard: Slot Loevestein op de uiterste westpunt, Kasteel Ammersoyen bij Ammerzoden, Huis van Malsen in Well, Kasteel Nederhemert (sinds 2005 weer een volledig kasteel) in Nederhemert-Zuid en het Slot Rossum in Rossum. In Hedel zijn fundamenten geconsolideerd van het voormalige Kasteel Hedel en langs de dijk bij Zuilichem is aangegeven waar eertijds het plaatselijke kasteel heeft gestaan. Ook is er de ruïne te vinden van Kasteel Brakel nabij Huis Brakel.
Bezienswaardige kerken zijn onder meer de Sint-Martinuskerk in Zaltbommel, de ruïnekerk van Ammerzoden en de oude kerkjes van Kerkwijk, Bruchem en Rossum. De grotere dorpen hebben elk een eigen museum; Zaltbommel heeft het Maarten van Rossumhuis.

## Evenementen
Jaarlijkse activiteiten zijn met name de viering van Koningsdag, de jaarwisseling (in de protestantse dorpen) en carnaval (in de katholieke dorpen). Elke eerste maandag van november na allerheiligen vindt in Hedel de Paardenmarkt van Hedel plaats, een van de grootste in Europa.
Jaarlijks wordt in de Bommelerwaard de Two Rivers Marathon gehouden met start en finish in Zaltbommel.

## Media
Nieuws over de Bommelerwaard staat in het Brabants Dagblad, het weekblad de Bommelerwaardgids die elke week verschijnt. Hoewel de Bommelerwaard niet in de provincie Noord-Brabant ligt verschijnt het Brabants Dagblad er vanwege het feit dat de streek gericht is op 's-Hertogenbosch.